# ماریای قلب اقدس

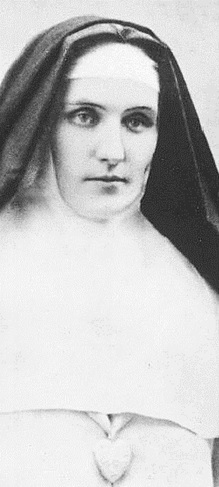
خواهر ماریای قلب اقدس دروسته تسو فیشرینگ بعنوان مادر اعلای صومعه خواهران شبان نیک در پورتو، پرتغال (۱۸۹۶)

ماریای قلب اقدس (8 سپتامبر 1863 - 8 ژوئن 1899)، متولد شده با نام ماریا دروسته تسو فیشرینگ، نجیب‌زاده آلمانی و راهبه کاتولیک رومی از جماعت بانوی خیریه شبان نیک بود که بیش از همه برای اثرگذاری بر پاپ لئوی سیزدهم برای وقف تقدیس جهان به قلب اقدس عیسی شناخته شده‌است. پاپ لئوی سیزدهم خود این وقف را «بزرگترین عمل دوره پاپی من» نامید.

## وعده‌های قلب مقدس عیسی
گفته می‌شود که عیسی در الهامات خود به ماریای قلب اقدس، دو وعده را به بر او فاش ساخته‌است:

### وعده کسب فیض از طریق شفاعت خواهر ماریای قلب اقدس

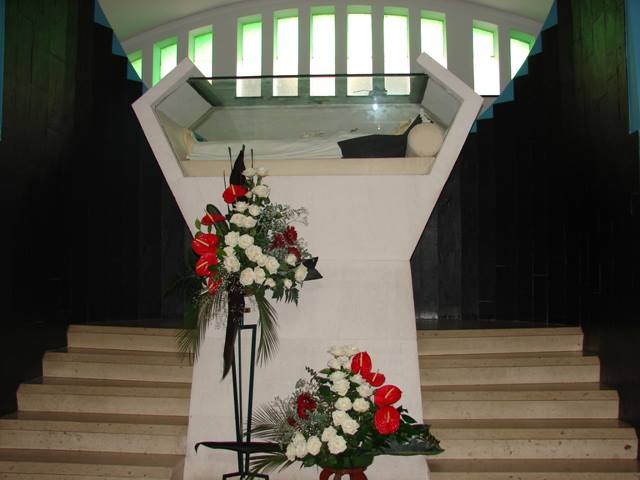
آرامگاه-یادگاردان ماریای قلب الهی درون کلیسای قلب اقدس عیسی (Ermesinde)

"این را بدان، دخترم، که من با صدقه قلبم می‌خواهم سیل فیض‌ها را از طریق قلب تو بر قلبهای دیگران بریزم. به همین دلیل است که مردم با اطمینان به شما نزدیک خواهند شد. . . . هیچ‌کس، حتی سختگیرترین گناهکار، بدون اینکه به نوعی تسلی، تسکین یا لطف خاص دریافت نکند، حضور شما را ترک نخواهد کرد.

### وعده کسب فیض در کلیسای قلب اقدس عیسی در ارمسینده

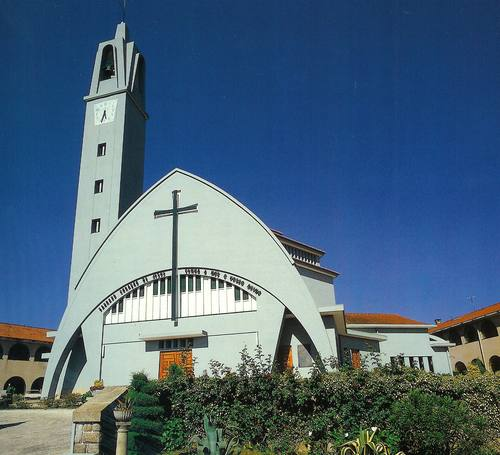
کلیسای قلب اقدس عیسی در ارمسینده، پرتغال

"برای مدت طولانی، همانطور که می‌دانید، می‌خواستم کلیسایی در ملک شبان نیک بسازم. مطمئن نیستم که این کلیسا به چه کسی باید اختصاص یابد، بدون اینکه تصمیمی بگیرم دعا کرده و با بسیاری از مردم مشورت کرده‌ام. در اولین جمعه این ماه، من از پروردگارمان خواستم که مرا روشنگری کند. پس از مراسم مقدس، او به من گفت: آرزو دارم که کلیسا به قلب من وقف شود. شما باید در اینجا مکانی برای جبران ضرر درست کنید. من از طرف خودم آن را به مکان فیض‌ها تبدیل خواهم کرد. من به همه کسانی که در این خانه [صومعه] زندگی می‌کنند، کسانی که اکنون در اینجا زندگی می‌کنند، کسانی که بعد از آن در اینجا زندگی خواهند کرد، و حتی خویشانشان، نعمت فراوان توزیع خواهم کرد. او سپس به من گفت که آرزو دارد این کلیسا بیش از هر چیز مکانی برای جبران مقدسات باشد و اخذ فضل برای روحانیون باشد. "

## یادداشت
1. ↑  "CATHOLIC ENCYCLOPEDIA: Devotion to the Sacred Heart of Jesus". www.newadvent.org. Archived from the original on 2012-05-21. Retrieved 2018-08-19.
2. ↑  Letter from Sister Mary of the Divine Heart dated 23 June 1897, in Autobiography of Blessed Mary of the Divine Heart, Religious of the Good Shepherd. Lisbon: Edition of the Congregation of Our Lady of Charity of the Good Shepherd, 1993.
3. ↑  Letter from Sister Mary of the Divine Heart dated 13 August 1897, in Autobiography of Blessed Mary of the Divine Heart, Religious of the Good Shepherd. Lisbon: Edition of the Congregation of Our Lady of Charity of the Good Shepherd, 1993.